# Matthieu Zuber
Matthieu Zuber fue un poeta latino nacido en 1570 en Alemania que murió el 16 de febrero de 1623.

## Biografía
Zuber fue un poeta latino nacido en Neubourg, sobre el Danubio, y fue coronado en la universidad de Heidelberg.
Posteriormente, en 1616, fue nombrado profesor de poesía en el colegio de Sulzbach y en 1619, tras renunciar a su empleo, se estableció en Núremberg, donde murió en 1623.
Will dejó escrito en su "Diccionario de sabios de Núremberg" que Zuber conocía perfectamente la poesía latina y la poesía griega, y sus epigramas los coloca a la altura de Marcial y Ovidio, y en cuanto a prosodia y mesura de las sílabas fue una autoridad como los antiguos clásicos, dejando varias obras escritas.

## Obras
- Poemata varia, Fráncfort, 1598 et Amberg, 1617, in-8.º.
- Neaunemata, Wittemberg, 1599, in-8.º.
- Miscellaneorum epigrammation libelli sex, 1596.
- Epigrammata, Strasbourg, 1605, in-8.º.
- AEolohyle seu epigrammatum aliorumque carminum poemata, Halle, 1613, in-8.º.
- Demothoenia, Ambergae, Schönfeldianis, 1617.
- Cato graecus, seu Versio graeca heroico-metrica distichorum Ctonis moralium, Ausbourg, 1618.
- Illustriorum sententiarum latinarum unico versu expressarum centuriae, Nuremberg, 1622.
- Poematum litterato orbis theatro exhibitorum, Fráncfort, 1626, in-12.º.
- Otras